# Мтвало
Мтва́ло (англ. Mtwalo) — традиційна громада у складі дистрикту Мзімба Північного регіону Малаві.
Населення — 191108 осіб (2018).